# WTA-toernooi van Gold Coast
Het WTA-toernooi van Gold Coast was een tennistoernooi voor vrouwen dat van 1997 tot en met 2008 plaatsvond in de Australische plaats Gold Coast. De officiële naam van het toernooi was laatstelijk Australian Women's Hardcourt Championships.
Van 1997 tot en met 1999 werd het toernooi gehouden op Hope-eiland, nabij Gold Coast.
De WTA organiseerde het toernooi dat werd gespeeld op hardcourt.
Het viel in de categorie "Tier III".
In 2009 werd dit toernooi opgevolgd door het WTA-toernooi van Brisbane.

## Officiële toernooinamen
- 1997: Gold Coast Classic
- 1998–2002: Thalgo Australian Women's Hardcourts
- 2003–2005: Uncle Tobys Hardcourt Championships
- 2006–2008: (Mondial) Australian Women's Hardcourt Championships

## Meervoudig winnaressen enkelspel
| speelster      | aantal titels | in de jaren |
| -------------- | ------------- | ----------- |
| Ai Sugiyama    | 2             | 1998, 2004  |
| Patty Schnyder | 2             | 1999, 2005  |

## Finales

### Enkelspel
| Datum      | Naam                          | Cat.     | ($)     | Ondergrond        | Winnares           | Verliezend finaliste | Uitslag       |         |
| ---------- | ----------------------------- | -------- | ------- | ----------------- | ------------------ | -------------------- | ------------- | ------- |
| 1996-12-30 | Gold Coast Classic (H)        | Tier III | 164.250 | hardcourt, buiten | Jelena Lichovtseva | Ai Sugiyama          | 3-6, 7-6, 6-3 | details |
| 1998-01-04 | Thalgo Women's Hardcourts (H) | Tier III | 164.250 | hardcourt, buiten | Ai Sugiyama        | María Vento-Kabchi   | 7-5, 6-0      | details |
| 1999-01-03 | Thalgo Women's Hardcourts (H) | Tier III | 180.000 | hardcourt, buiten | Patty Schnyder     | Mary Pierce          | 4-6, 7-6, 6-2 | details |
| 2000-01-02 | Thalgo Women's Hardcourts (G) | Tier III | 170.000 | hardcourt, buiten | Silvija Talaja     | Conchita Martínez    | 6-0, 0-6, 6-4 | details |
| 2000-12-31 | Thalgo Women's Hardcourts (G) | Tier III | 170.000 | hardcourt, buiten | Justine Henin      | Silvia Farina-Elia   | 7-6, 6-4      | details |
| 2001-12-30 | Thalgo Women's Hardcourts (G) | Tier III | 170.000 | hardcourt, buiten | Venus Williams     | Justine Henin        | 7-5, 6-2      | details |
| 2002-12-29 | Uncle Tobys Hardcourts (G)    | Tier III | 170.000 | hardcourt, buiten | Nathalie Dechy     | Marie Mikaelian      | 6-3, 3-6, 6-3 | details |
| 2004-01-04 | Uncle Tobys Hardcourts (G)    | Tier III | 170.000 | hardcourt, buiten | Ai Sugiyama        | Nadja Petrova        | 1-6, 6-1, 6-4 | details |
| 2005-01-02 | Uncle Tobys Hardcourts (G)    | Tier III | 170.000 | hardcourt, buiten | Patty Schnyder     | Samantha Stosur      | 1-6, 6-3, 7-5 | details |
| 2006-01-01 | Australian Women's HC (G)     | Tier III | 175.000 | hardcourt, buiten | Lucie Šafářová     | Flavia Pennetta      | 6-3, 6-4      | details |
| 2006-12-31 | Australian Women's HC (G)     | Tier III | 175.000 | hardcourt, buiten | Dinara Safina      | Martina Hingis       | 6-3, 3-6, 7-5 | details |
| 2007-12-30 | Australian Women's HC (G)     | Tier III | 175.000 | hardcourt, buiten | Li Na              | Viktoryja Azarenka   | 4-6, 6-3, 6-4 | details |

- (G) = Gold Coast, (H) = Hope Island

### Dubbelspel
| Datum              | Naam                          | Cat.     | ($)     | Ondergrond        | Winnaressen                          | Verliezend finalistes             | Uitslag       |         |
| ------------------ | ----------------------------- | -------- | ------- | ----------------- | ------------------------------------ | --------------------------------- | ------------- | ------- |
| 1996-12-30 (1997*) | Gold Coast Classic (H)        | Tier III | 164.250 | hardcourt, buiten | Naoko Kijimuta Nana Miyagi           | Ruxandra Dragomir Silvia Farina   | 7-6, 6-1      | details |
| 1998-01-04         | Thalgo Women's Hardcourts (H) | Tier III | 164.250 | hardcourt, buiten | Jelena Lichovtseva Ai Sugiyama       | Park Sung-hee Wang Shi-ting       | 1-6, 6-3, 6-4 | details |
| 1999-01-03         | Thalgo Women's Hardcourts (H) | Tier III | 180.000 | hardcourt, buiten | Corina Morariu Larisa Neiland        | Kristine Kunce Irina Spîrlea      | 6-3, 6-3      | details |
| 2000-01-02         | Thalgo Women's Hardcourts (G) | Tier III | 170.000 | hardcourt, buiten | Julie Halard-Decugis Anna Koernikova | Sabine Appelmans Rita Grande      | 6-3, 6-0      | details |
| 2000-12-31 (2001*) | Thalgo Women's Hardcourts (G) | Tier III | 170.000 | hardcourt, buiten | Giulia Casoni Janette Husárová       | Katie Schlukebir M Shaughnessy    | 7-6, 7-5      | details |
| 2001-12-30 (2002*) | Thalgo Women's Hardcourts (G) | Tier III | 170.000 | hardcourt, buiten | Justine Henin M Shaughnessy          | Miriam Oremans Åsa Carlsson       | 6-1, 7-6      | details |
| 2002-12-29 (2003*) | Uncle Tobys Hardcourts (G)    | Tier III | 170.000 | hardcourt, buiten | S Koeznetsova M Navrátilová          | Nathalie Dechy Émilie Loit        | 6-4, 6-4      | details |
| 2004-01-04         | Uncle Tobys Hardcourts (G)    | Tier III | 170.000 | hardcourt, buiten | S Koeznetsova Jelena Lichovtseva     | Liezel Huber Magdalena Maleeva    | 6-3, 6-4      | details |
| 2005-01-02         | Uncle Tobys Hardcourts (G)    | Tier III | 170.000 | hardcourt, buiten | Jelena Lichovtseva Magdalena Maleeva | ME Camerin Silvia Farina-Elia     | 6-3, 5-7, 6-1 | details |
| 2006-01-01         | Australian Women's HC (G)     | Tier III | 175.000 | hardcourt, buiten | Dinara Safina M Shaughnessy          | Cara Black Rennae Stubbs          | 6-2, 6-3      | details |
| 2006-12-31 (2007*) | Australian Women's HC (G)     | Tier III | 175.000 | hardcourt, buiten | Dinara Safina Katarina Srebotnik     | Iveta Benešová Galina Voskobojeva | 6-3, 6-4      | details |
| 2007-12-30 (2008*) | Australian Women's HC (G)     | Tier III | 175.000 | hardcourt, buiten | Dinara Safina Ágnes Szávay           | Yan Zi Zheng Jie                  | 6-1, 6-2      | details |

* Bij een aanvangsdatum op het eind van december geldt het volgende jaar als toernooi-jaar.
- (G) = Gold Coast, (H) = Hope Island

1997 · 1998 · 1999 · 2000 · 2001 · 2002 · 2003 · 2004 · 2005 · 2006 · 2007 · 2008
ITF-toernooien (mannen en vrouwen)

ATP-toernooien (mannen) – ATP-seizoen 2025

WTA-toernooien (vrouwen) – WTA-seizoen 2025

Voormalige toernooien mannen
Voormalige toernooien vrouwen
Voormalige amateurtoernooien